# Charlotte Gainsbourg

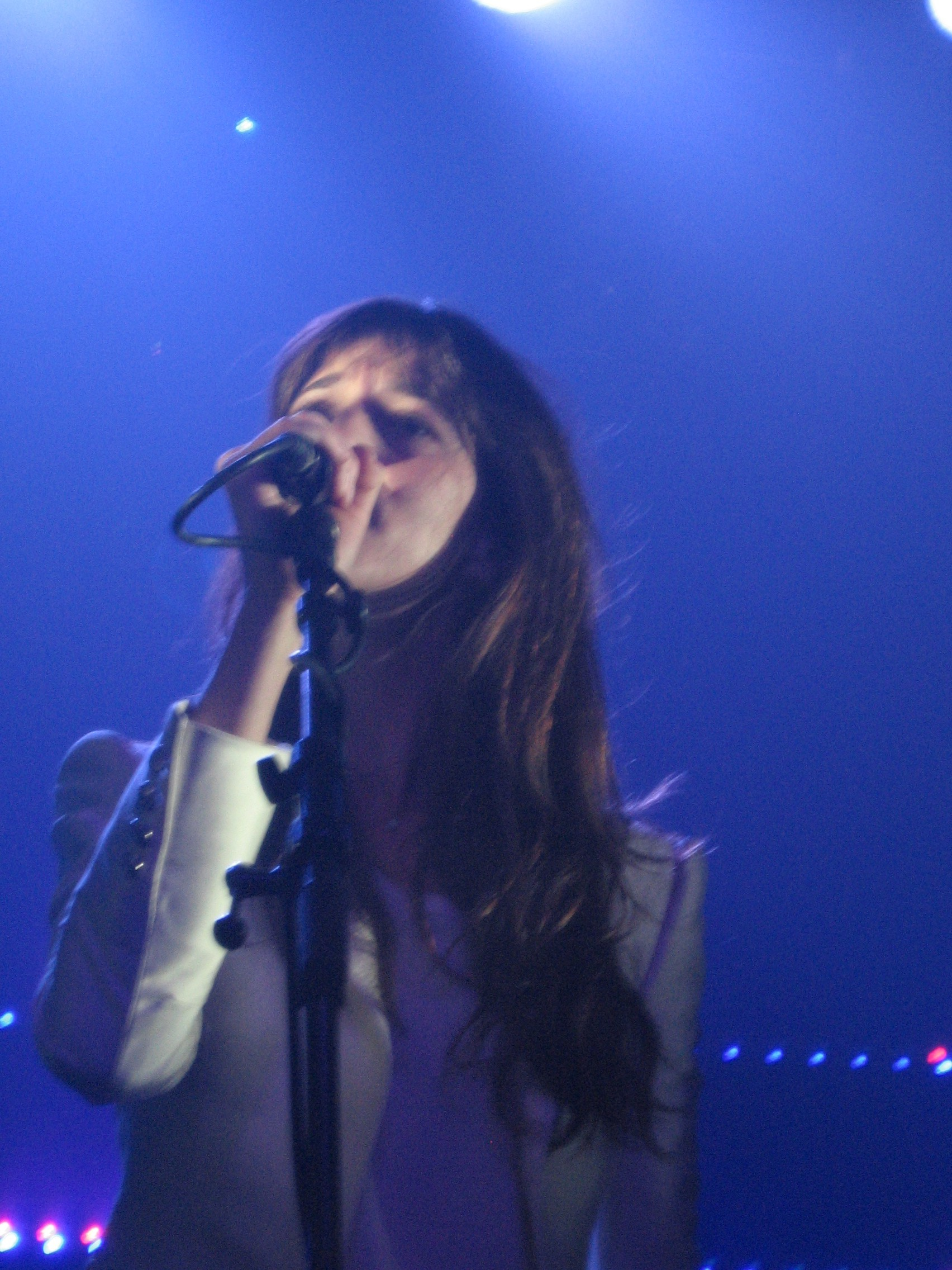
Charlotte Gainsbourg live (2007)

Charlotte Lucy Gainsbourg (Londen, 21 juli 1971) is een Brits-Franse actrice en zangeres. Ze is de dochter van Serge Gainsbourg en Jane Birkin.

## Biografie

### Acteercarrière
Gestimuleerd door haar moeder begon Gainsbourg haar acteercarrière al op vroege leeftijd. In 1984 debuteerde Gainsbourg in de film Paroles et Musique. Kort daarna speelde ze in L'Effrontée, een rol die haar een César-onderscheiding voor de meest veelbelovende actrice opleverde. Hierna was ze nog in verscheidene producties te zien, waaronder Jane Eyre naar het boek van Charlotte Brontë. Daarnaast heeft ze op het Parijse toneel gestaan. In 2009 ontving ze tijdens het filmfestival van Cannes voor haar rol in de horrorfilm Antichrist van Lars von Trier de prijs voor beste actrice. Zij speelde in meer films van deze regisseur.

### Zangcarrière
Naast acteren werd het zingen Gainsbourg met de paplepel ingegoten. Zij nam op haar dertiende het nummer Lemon Incest met haar vader op, en bij de film Charlotte for Ever bracht ze een gelijknamige cd uit.
Nadat haar vader in 1991 overleed warmde haar gevoel voor muziek weer op. In 2006 kwam haar tweede album, 5:55, uit, dat ze co-produceerde met het Franse duo Air en producer Nigel Godrich. De teksten werden verzorgd door Jarvis Cocker en Neil Hannon. Haar muziekstijl wordt door enkelen vergeleken met die van haar ouders, waarbij met name haar zwoele stem gelijkenis vertoont met die van moeder Jane Birkin. Van de cd werden in Frankrijk meer dan 300.000 stuks verkocht, goed voor een platina-status.
Eind 2009 maakte zij haar derde studioalbum IRM, waarvan de titeltrack op haar officiële website als download werd aangeboden. De eerste single hiervan is Heaven Can Wait. De cd werd geproduceerd door Beck.
Het album Stage Whisper verscheen eind 2011. Het bestaat uit twee cd's: één met live-opnames en één met nieuwe studionummers. Hierop werkt zij onder andere weer samen met Beck en Villagers-zanger Conor O'Brien. Eerder dat jaar bracht ze de EP Terrible Angels uit.

### Privéleven
Charlotte Gainsbourg werd geboren in Londen, maar groeide op in Parijs. Ze is getrouwd met acteur en regisseur Yvan Attal en heeft drie kinderen, Ben, Alice en Joe.
Op 5 september 2007 kreeg ze een hersenbloeding en werd ze met spoed geopereerd in een Parijs hospitaal. Ze had hoofdpijn sinds ze een paar weken daarvoor een licht ongeval had tijdens het waterskiën in de Verenigde Staten.

## Filmografie
- 1984: Paroles et musique van Elie Chouraqui
- 1985: L'Effrontée van Clauvan Miller
- 1985: La Tentation d'Isabelle van Jacques Doillon
- 1986: Charlotte for Ever van Serge Gainsbourg
- 1987: Jane B par Agnès V van Agnès Varda
- 1987: Kung-fu master ! van Agnès Varda
- 1988: La Petite Voleuse van Clauvan Miller
- 1990: Merci la vie van Bertrand Blier
- 1990: Aux yeux du monvan van Éric Rochant
- 1990: Il sole anche di notte (Vittorio en Paolo Taviani)
- 1991: Amoureuse van Jacques Doillon
- 1991: Contre l'oubli van Patrice Chéreau
- 1991: Anna Oz van Éric Rochant
- 1992: Cement Garvann (The Cement Garden) van Andrew Birkin
- 1993: Grosse Fatigue van Michel Blanc, dans son propre rôle
- 1995: Anna Oz van Éric Rochant
- 1996: Jane Eyre van Franco Zeffirelli
- 1996: Love, etc. van Marion Vernoux
- 1998: Passionnément van Bruno Nuytten
- 1999: Suspicion (The Intruvanr) van David Bailey
- 1999: La Bûche van Danièle Thompson
- 2000: Félix et Lola van Patrice Leconte
- 2000: Les Misérables van Josée Dayan (tv)
- 2001: Ma femme est une actrice van Yvan Attal
- 2004: Ils se marièrent et eurent beaucoup d'enfants van Yvan Attal
- 2004: 21 Grams van Alejandro González Iñárritu
- 2005: L'un reste, l'autre part van Clauvan Berri
- 2005: Lemming van Dominik Moll
- 2006: The Science of Sleep (La Science des Rêves) van Michel Gondry
- 2006: Prête-moi ta main van Eric Lartigau
- 2006: Nuovomondo van Emanuele Crialese
- 2007: I'm Not There van Todd Haynes
- 2009: Persécution van Patrice Chéreau
- 2009: Antichrist van Lars von Trier
- 2010: The Tree van Julie Bertuccelli
- 2011: Melancholia van Lars von Trier
- 2012: Confession of a Child of the Century van Sylvie Verheyde
- 2013: Nymphomaniac van Lars von Trier
- 2014: Jacky au royaume des filles van Riad Sattouf
- 2014: Son épouse van Michel Spinosa
- 2014: Samba van Olivier Nakache en Eric Toledano
- 2014: 3 cœurs van Benoît Jacquot
- 2014: Incompresa van Asia Argento
- 2015: Every Thing Will Be Fine van Wim Wenders
- 2016: Ils sont partout van Yvan Attal
- 2016: Independence Day: Resurgence van Roland Emmerich
- 2016: Norman: The Moderate Rise and Tragic Fall of a New York Fixer van Joseph Cedar
- 2017: Les Fantômes d'Ismaël van Arnaud Desplechin
- 2017: The Snowman van Tomas Alfredson
- 2017: La Promesse de l'aube van Eric Barbier
- 2018: I Think We're Alone Now van Reed Morano
- 2019: Mon chien Stupide van Yvan Attal
- 2021: Suzanna Andler van Benoît Jacquot
- 2021: Sundown van Michel Franco
- 2022: The Pale Blue Eye van Scott Cooper
- 2023: La Vie pour de vrai van Dany Boon
- 2024: Nous, les Leroy van Florent Bernard
- 2025: The Phoenician Scheme van Wes Anderson

## Discografie

### Albums
| Album met eventuele hitnotering(en) in de Nederlandse Album Top 100 | Datum van verschijnen | Datum van binnenkomst | Hoogste positie | Aantal weken | Opmerkingen |
| ------------------------------------------------------------------- | --------------------- | --------------------- | --------------- | ------------ | ----------- |
| Charlotte for ever                                                  | 1986                  | -                     |                 |              |             |
| 5:55                                                                | 28-08-2006            | 30-09-2006            | 99              | 1            |             |
| IRM                                                                 | 04-12-2009            | -                     |                 |              |             |
| Terrible angels                                                     | 2011                  | -                     |                 |              | ep          |
| Stage whisper                                                       | 13-12-2011            | -                     |                 |              |             |
| Rest                                                                | 17-11-2017            | -                     |                 |              |             |

| Album met hitnotering(en) in de Vlaamse Ultratop 200 albums | Datum van verschijnen | Datum van binnenkomst | Hoogste positie | Aantal weken | Opmerkingen |
| ----------------------------------------------------------- | --------------------- | --------------------- | --------------- | ------------ | ----------- |
| 5:55                                                        | 2006                  | 09-09-2006            | 15              | 18           |             |
| IRM                                                         | 2009                  | 19-12-2009            | 35              | 10           |             |

### Singles
| Single met hitnotering(en) in de Vlaamse Ultratop 50 | Datum van verschijnen | Datum van binnenkomst | Hoogste positie | Aantal weken | Opmerkingen |
| ---------------------------------------------------- | --------------------- | --------------------- | --------------- | ------------ | ----------- |
| The songs that we sing                               | 13-11-2006            | 11-11-2006            | tip10           | -            |             |
| Heaven can wait                                      | 02-11-2009            | 09-01-2010            | tip22           | -            | met Beck    |
| Anna                                                 | 14-11-2011            | 07-01-2012            | tip97           | -            |             |
| Anna                                                 | 2012                  | 28-04-2012            | tip29           | -            |             |
| Hey Joe                                              | 2013                  | -                     | -               | -            |             |

Daarnaast is ze te horen op:
- Love, etc... (1996, soundtrack-cd, alleen één titelsong)
- If, een duet met Étienne Daho (single van Daho's album Réévolution(2004))
- Een sample van Gainsbourgs stem op de single "What It Feels Like for a Girl" van Madonna (2001).[1]
- The Duelist, een duet met Jarvis Cocker op het album Pocket Symphony (Air, 2007)

## Trivia
- Ze is de halfzus van Lou Douillon en Kate Barry.
- Tijdens het filmfestival in Cannes van 2001 was zij lid van de jury.
- Het nummer Lemon Incest, dat Gainsbourg met haar vader opnam toen ze 13 jaar was, deed destijds veel stof opwaaien vanwege de sensuele toon.
- Naar eigen zeggen houdt ze ervan zich te verbergen achter filmrollen die anders zijn dan zichzelf.

- Bibsys: 5082219
- Biblioteca Nacional de España: XX1292351
- Bibliothèque nationale de France: cb14655431c (data)
- Catàleg d'autoritats de noms i títols de Catalunya: 981058518592606706
- CiNii: DA1316833X
- Gemeinsame Normdatei: 123407370
- International Standard Name Identifier: 0000 0001 2148 7186
- Library of Congress Control Number: nr00020625
- MusicBrainz: 6efa29c6-9995-48e0-9eaf-3809464a39a7
- Bibliotheek van het Japanse parlement: 00620703
- Nationale Bibliotheek van Tsjechië: xx0052854
- Nationale bibliotheek van Australië: 35990721
- Nationale Bibliotheek van Israël: 987007442002905171
- Nationale Bibliotheek van Polen: a0000002846555
- Nederlandse Thesaurus van Auteursnamen: 107928957
- SNAC: w6612fr1
- Système universitaire de documentation: 058934685
- Museum of New Zealand Te Papa Tongarewa: 68867
- Trove: 1175877
- Virtual International Authority File: 117388632
- WorldCat: E39PBJx8DJWjrpqyjwHWQyrg8C